# Heuvelen
Heuvelen is een wijze van rangeren waarbij de wagens van een goederentrein naar bestemming verdeeld worden over een aantal verdeelsporen.
De goederenwagens worden op meerdere plaatsen ontkoppeld, waarbij wagens met eenzelfde bestemming aan elkaar gekoppeld blijven. Zo wordt de trein verdeeld in zogenoemde afloopjes. Afloopjes tot 200 meter lengte kunnen geheuveld worden. Vervolgens wordt de trein over een heuvel geduwd. Zodra een afloopje over het hoogste punt van de heuvel is rolt het zelfstandig naar beneden. Via een aantal wissels wordt het geleid naar een van de verdeelsporen. Wagens op een bepaald verdeelspoor hebben dezelfde bestemming. Deze wagens worden weer aan elkaar gekoppeld. Zo worden nieuwe goederentreinen met die bestemming samengesteld.
Rangeerterreinen met een rangeerheuvel worden ook wel heuvelterreinen genoemd. Heuvelterreinen zijn erg groot, vaak meerdere vierkante kilometers. Op het rangeerterrein Kijfhoek is een dubbelsporige rangeerheuvel in gebruik.

## Heuvelproces

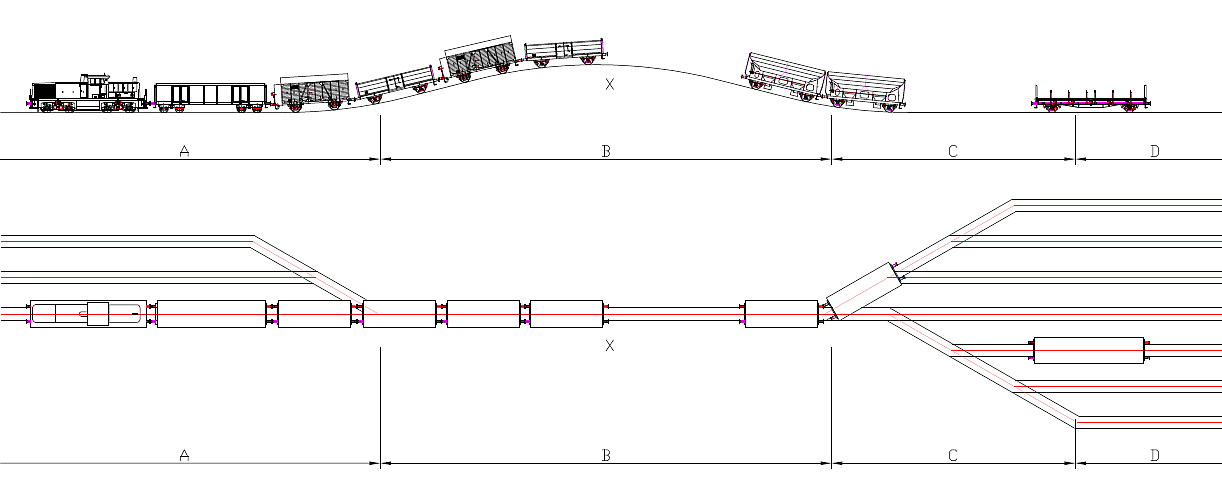
Heuvelen - A:aankomstsporen B:heuvel C:wissels D:verdeelsporen

Na aankomst op het heuvelterrein worden de koppelingen van de wagens die van elkaar gescheiden moeten worden voldoende losgedraaid. Vervolgens rijdt een machinist een locomotief achter de goederentrein en duwt hem over de rangeerheuvel.

### Knuppelen
Wagens worden met 'knuppels' losgemaakt. Knuppels zijn lange, lichte stokken, waarmee rangeerders wagens kunnen ontkoppelen zonder tussen de wagens te moeten gaan staan. De rangeerders op de heuveltop krijgen per trein een knuppelbriefje waarop staat welke koppelingen ze los moeten gooien. Doordat de koppelingen van de wagens alleen zijn losgedraaid zitten de wagens nog aan elkaar vast en kan de trein nog eenvoudig stoppen als dit nodig zou zijn.

### Radiografische besturing
De locomotief die treinen over de rangeerheuvel duwt is vaak radiografisch bestuurd. Het heuvelsysteem regelt dan op afstand de snelheid van de locomotief tijdens het heuvelproces. Deze locomotief wordt vaak heuvellocomotief genoemd. Zo nodig kunnen de rangeerders het heuvelproces stoppen wanneer ze zien dat de juiste wagens niet ontkoppeld zijn.
Tijdens het heuvelen regelt het heuvelsysteem de snelheid van de heuvellocomotief, zodat de afloopjes niet te dicht achter elkaar naar beneden rijden. Voordat de afloopjes geheuveld worden voorspelt het heuvelsysteem hun rijgedrag. Wanneer voorspeld wordt dat een afloopje sneller zal rollen dan het voorgaande, wordt de afstand tot het voorgaande afloopje vergroot door langzamer over de heuveltop te rijden. Hierbij wordt rekening gehouden met de afstand die de afloopjes achter elkaar zullen afleggen. Wanneer de afloopjes al bij het eerste wissel elk een andere kant opgaan hoeft de heuvelsnelheid minder ver omlaag. Tussen de afloopjes door worden de wissels door het heuvelsysteem steeds in de juiste stand gezet zodat elk afloopje het juiste verdeelspoor bereikt.
De wissels tussen de rangeerheuvel en de verdeelsporen worden vaak automatisch gesteld door het heuvelsysteem. Ze hebben een korte steltijd.

### Lieren en doorzetkarretjes
Wanneer een afloopje op een verdeelspoor is aangekomen stuurt het heuvelsysteem zogenoemde doorzetkarretjes die het afloopje meenemen naar het eind van het verdeelspoor. Deze doorzetkarretjes zijn laag en rijden tussen de spoorstaven onder de goederenwagens door. De karretjes kunnen elk een armpje opklappen en daarmee tegen een wiel van een wagen duwen om hem mee te nemen als ze door een lier worden voortgetrokken. De wagens worden tegen elkaar gezet zodat ze weer kunnen worden gekoppeld.
Tot aan de jaren 80 werden voor deze taak ook wel lichte locomotieven of locomotoren als de sik gebruikt. Deze stond dan paraat op een spoor naast de heuvel en drukte na het heuvelen de groepen wagens tegen elkaar. Hierna kan de treinlocomotief worden aangekoppeld en kan de trein vertrekken.

### Railremmen
Als de afloopjes te hard gaan, worden ze afgeremd door railremmen. Dit zijn stalen balken die naast de spoorstaven gemonteerd zijn en in de wielen van de wagens kunnen knijpen waardoor ze worden afgeremd.

## Automatische heuvelsystemen

### Target shooting
Target shooting kwam op rond 1980. Bij een target-shootingsysteem verminderen de railremmen de snelheid van het afloopje tot een snelheid die het afloopje zo ver mogelijk laat doorrijden op het verdeelspoor, maar niet zover dat het afloopje de wissels aan het eind van het verdeelspoor bereikt, of al geplaatste wagens raakt. Voor de berekening van deze snelheid zijn de volgende gegevens van belang:
- De afstand tot de dichtstbijzijnde wagens op het verdeelspoor.
- De helling van het verdeelspoor.
- Temperatuur- en windgegevens.
- De totale rolweerstand die overwonnen moet worden. Deze wordt afgeleid uit metingen van het snelheidsverschil tussen railremmen, de te berijden wissels, bogen en de af te leggen afstand.
- De oploopsnelheid.

### Verdere automatisering
Vanaf de tweede helft van de jaren 90 werd het heuvelen verder geautomatiseerd. De heuvellocomotief wordt door een computer bestuurd, zodat de besturing van de heuvelloc, de railremmen en het liersysteem optimaal op elkaar kunnen worden afgestemd. Het rangeerterrein Kijfhoek in Nederland en vormingsstation Antwerpen-Noord in België zijn uitgerust met het interlocking- en besturingssysteem Trainguard MSR32.